# 山口椿
山口 椿（やまぐち つばき、1931年 - ）は、日本の作家、画家、チェリスト。

## 来歴
東京神田三崎町生まれ。1959年パリ、ピエール・ギュモン国際コンクール銀賞。54歳から官能・残酷ものの小説、エッセイを書く。

## 著書
- 葩  図書出版美学館 1984.11
- ナージャとミエーレ トレヴィル 1990.4  のち祥伝社文庫
- 雪香ものがたり トレヴィル 1990.2 のち祥伝社文庫
- 恋寝刃地獄聞書 トレヴィル 1991.4
- 闇の博物誌 青弓社 1992.4
- ドラッグストア 化学物質とこころのパラリポメナ 青弓社 1992.11
- 死の舞踏 青弓社 1993.10
- リラの門 太田出版 1993.5  「邑十四歳」祥伝社(山口椿エロティシズム・コレクション 4)
- ブリミアーナ 精神病質と自己破壊 ささらえゆうな共著 青弓社 1993.5
- 世界残酷物語 How cruel we can be! ヨーロッパ編 同文書院 1994.5 (面白books)
- Entre nous ここだけの話ですが 徳間オリオン 1994.12 (オリオン文庫) 「あけすけ」祥伝社文庫
- 湘南少女歌劇団 1995.3 (徳間文庫)
- カメリア怪奇幻想館 西欧編  同文書院 1995.10 (Fun books)
- 性の迷宮 1995.12 (河出文庫)
- 中国残酷物語 日本文芸社 1995.11 のち幻冬舎アウトロー文庫
- 秋のミモザ 晩秋に訪れた季節はずれの華やかなものがたり 翔泳社 1995.7
- サドの館 山口椿絵画館 1996.9 (河出文庫)
- 艶色江戸川柳 1996.3 (河出文庫)
- 好色江戸川柳 1996.12 (河出文庫)
- 性倒錯 1996.9 (徳間文庫)
- エロスの館 山口椿絵画館 1996.8 (河出文庫)
- 日本残酷物語 日本文芸社 1996.9
- 西欧残酷物語 同文書院 1997.5  「ヨーロッパ残酷物語」幻冬舎アウトロー文庫
- ルネサンス残酷物語 日本文芸社 1997.5
- 花ごよみ 性の秘本コレクション 1997.10 (河出文庫)
- 黄昏のヴェネツィア 徳間書店 1997.4
- 胡蘭伝奇抄 中国残酷探究 地獄篇 1998.1 (徳間文庫)
- 繍毬花 葉文館出版 1998.10
- 至高体験 そのメカニズムと変容 代々木忠共著 徳間書店 1999.7
- 胡蘭伝奇抄 中国残酷探究　拷責篇 1999.11 (徳間文庫)
- 真実はもっと怖い世界の残酷名作 徳間書店 1999.5
- 大人のための残酷「ギリシア神話」神と人が織りなす禁断の物語 日本文芸社 1999.5
- 長安淫舞楼 2000.5 (祥伝社文庫)
- 幾夜へだてつ 「江嶋生嶋」八丈色地獄 2000.1 (祥伝社文庫)
- 大人のための千一夜物語 眠れぬ夜の愛と欲望のアラベスク 日本文芸社 2000.2
- 恋寝刃地獄聞書 2000.3 (祥伝社文庫)
- 中国拷問残酷物語 凄惨!血も凍る残忍絵巻 日本文芸社 2001.7 (にちぶん文庫)
- 山口椿の毛皮のヴィーナス たっぷり耽美の極致の二十八話 リヨン社 2001.7
- 少女残酷物語 2001.2 (ハルキ・ホラー文庫)
- 雨月物語 小学館 2002.11
- 逝く夏に 文藝春秋 2002.9
- 女悦交悦淫欲の性宴 2002.5 (河出文庫)
- 枕の絵草子 出窓社 2002.12
- 中国残酷女列伝 ベストセラーズ 2002.3 (ワニ文庫)
- 死体の博物誌 2003.6 (幻冬舎アウトロー文庫)
- 死せるヴィーナスたちの誘惑 性と死のカレイドスコープ 情報センター出版局 2004.6

## 翻訳
- ロベルトは今夜 ピエール・クロソウスキー トレヴィル 1989.12  のち祥伝社文庫
- 肉の宴 『ガミアニ』超訳版 アルフレッド・ド・ミュッセ 2000.3 (河出文庫)
- 恋の百面相 超訳版 G.H.タントリス 2000.10 (河出文庫
- おとなの国語 桜の森の満開の下・他 名作超訳エロチカ 無双舎 2010.12

## 参考
- http://bookweb.kinokuniya.co.jp/htm/4093860998.html